# Dubrovnik
Dubrovnik (italijansko Ragusa) je pristaniško in zgodovinsko mesto s 27.000 prebivalci (upravno ozemlje mesta s še 31 naselji ima okoli 41.600 prebivalcev) ob obali Jadranskega morja na skrajnem jugu Hrvaške. Je upravno središče Dubrovniško-neretvanske županije, sedež ozemeljsko približno enako velike Dubrovniške rimskokatoliške škofije, univerze ter eno od najvidnejših turističnih letovišč Mediterana. Je eno od štirih največjih mest Dalmacije.
Blaginja mesta je v preteklosti temeljila na pomorski trgovini; kot glavno mesto pomorske Dubrovniške republike je doseglo visoko stopnjo razvoja, zlasti v 15. in 16. stoletju, saj je postalo prepoznavno po svojem bogastvu in usposobljeni diplomaciji.
Leta 1979 so staro jedro mesta Dubrovnik uvrstili na seznam svetovne dediščine UNESCO.

## Zgodovina
Nastanek mesta Dubrovnika sega v relativno daljno preteklost ter je - podobno kot v primeru mnogih starih sredozemskih mest - obdan z legendami. Od več legend o njegovem nastanku je zgodovinsko najbolj utemeljena legenda, ki povezuje nastanek novega mesta z uničenjem in propadom starega rimskega mesta Epidaura (na mestu današnjega Cavtata) v 7. stoletju. Pozneje se je mesto razvilo v pomembno trgovsko silo in središče mestne državice, Dubrovniške republike, ki je obstajala do leta 1808.

## Zaščitnik mesta
Zaščitnik mesta Dubrovnik je Sveti Vlah (Blaž). V mestu lahko najdemo Vlahov kip na mestnem obzidju, na vhodu v mesto, v pristanišču, na pročeljih zgradb, trdnjavah, cerkvah in palačah. Vendar pa lik svetega Vlaha ni samo sakralne narave, temveč tudi simbol dubrovniške državnosti. Še dandanes je praznik patrona, 3. februar, za meščane najpomembnejši dan v letu. Takrat je v mestu posebno praznovanje. 
Ni povsem znano od kdaj je sv. Vlaho zaščitnik mesta, predvideva pa se, da od obdobja med 10. in 12. stoletjem. Obstaja dokument, ki potrjuje, da so pokroviteljstvo sv. Vlaha razglasili leta 1190 na skupščini plemičev in meščanov. Izbira prav tega svetnika pa ni naključna; nekateri trdijo, da je celo politična. Takrat se je Dubrovnik nahajal pod zaščito Bizanca. In čeprav je mesto pripadalo zahodni krščanski sferi, so meščani z izbiro svetnika z vzhoda vzpostavili ravnovesje primerno takratnim političnim razmeram in pokazali upoštevanje vzhoda, pod katerega nadoblastjo so se nahajali.

## Klima
Mesto Dubrovnik je najjužnejše hrvaško mesto. V njegovi okolici vlada izrazita mediteranska klima. Povprečna letna temperatura znaša okrog 17 °C, odlikuje se po zelo blagih zimah ter zelo sončnih in suhih poletjih. Povprečna temperatura v zimskih mesecih znaša okrog 10 °C, maksimalna povprečna letna temperatura pa okrog 26 °C. Pred  burjo mesto varuje planina Srđ, od sunkov juga pa delno otok Lokrum. Tako kot celotno hrvaško obalo Jadrana, dubrovniško primorje poleti osvežuje maestral. Dežuje navadno v zimskem obdobju, pojav snega pa je izjemen dogodek. Povprečna letna temperatura je višja od 21 °C, povprečna letna količina padavin pa je 1.250 mm.

## Prebivalstvo
| Pregled števila prebivalcev po letih | Pregled števila prebivalcev po letih | Pregled števila prebivalcev po letih | Pregled števila prebivalcev po letih | Pregled števila prebivalcev po letih | Pregled števila prebivalcev po letih | Pregled števila prebivalcev po letih | Pregled števila prebivalcev po letih | Pregled števila prebivalcev po letih | Pregled števila prebivalcev po letih | Pregled števila prebivalcev po letih | Pregled števila prebivalcev po letih | Pregled števila prebivalcev po letih | Pregled števila prebivalcev po letih | Pregled števila prebivalcev po letih | Pregled števila prebivalcev po letih | Pregled števila prebivalcev po letih |
| ------------------------------------ | ------------------------------------ | ------------------------------------ | ------------------------------------ | ------------------------------------ | ------------------------------------ | ------------------------------------ | ------------------------------------ | ------------------------------------ | ------------------------------------ | ------------------------------------ | ------------------------------------ | ------------------------------------ | ------------------------------------ | ------------------------------------ | ------------------------------------ | ------------------------------------ |
| 1857                                 | 1869                                 | 1880                                 | 1890                                 | 1900                                 | 1910                                 | 1921                                 | 1931                                 | 1948                                 | 1953                                 | 1961                                 | 1971                                 | 1981                                 | 1991                                 | 2001                                 | 2011                                 | 2021                                 |
| 6451                                 | 6032                                 | 8460                                 | 8531                                 | 10671                                | 11823                                | 10425                                | 14137                                | 15875                                | 18286                                | 22210                                | 30161                                | 41864                                | 47348                                | 30436                                | 28434                                | 26922                                |

Mestna občina (Grad Dubrovnik), ki poleg samega Dubrovnika zajema še 31 okoliških naselij, je po popisu leta 2021 imela 41.562 prebivalcev.

## Znamenitosti
- Mestno obzidje
- Rijeka Dubrovačka
- Dubrovačko Primorje (občina)
- Župa Dubrovačka (občina)
- Vrata s Pil, Dubrovnik, zahodna mestna vrata
- Arzenal, Dubrovnik, vojaško skladišče in ladjedelnica
- Lazareti, Dubrovnik, mestna karantena
- Pile, Dubrovnik, zahodni mestni predel
- Gruž, Dubrovnik, mestno pristanišče
- Stolp Minčeta, Dubrovnik, trdnjava Minčeta
- Trdnjava Revelin, Dubrovnik
- Trdnjava Lovrijenac, Dubrovnik
- Placa, Dubrovnik, mestna ulica
- Palača Sponza, Dubrovnik
- Knežji dvorec, Dubrovnik
- Vrata s Ploč, Dubrovnik, vzhodna mestna vrata
- Trdnjava Bokar, Dubrovnik
- Trdnjava Mrliški zvon, Dubrovnik, obramba mesta pred napadi z morja
- Trdnjava sv. Ivan, Dubrovnik, obrambna trdnjava mestnega pristanišča
- Športna dvorana Gospino polje

- Glavna dubrovniška ulica, t. i. Stradun
- Top na jugovzhodnem obzidju
- Vrata s Ploč z dvižnim mostom

## Konzulati v Dubrovniku
V Dubrovniku imajo vsaj konzulate naslednje države:
- -  Avstrija
- - Danska
- -  Nizozemska
- -  Velika Britanija

## Kulturne prireditve
- Dubrovniške poletne igre
- Filmski festival Libertas
- Dubrovniški mednarodni filmski festival [mrtva povezava]
- Gledališče Marin Držić  Arhivirano 2017-01-24 na Wayback Machine.
- Dubrovniški simfonični orkester
- Karantena - festival modernih scenskih umetnosti
- Festival "Julian Rachlin in prijatelji" - festival komorne glasbe

## Muzeji
- Dubrovniški muzej